# Općina Šuto Orizari
Šuto Orizari (makedonski: Шуто Оризари,  Romski: Shuto Orizari), poznata je i kao Šutka je jedna od 10 općina koje tvore grad Skoplje, glavni grad Sjeverne Makedonije.
Šuto Orizari je jedina općina u Makedoniji gdje Romi tvore većinu, i jedina općina u kojoj je uz makedonski, albanski i romski službeni jezik.

## Zemljopisne odlike
Općina Šuto Orizari graniči sa; Općinom Butel na jugu i Općinom Čučer-Sandevo na sjeveru.

## Stanovništvo
Po posljednjem službenom popisu 2002 općina Šuto Orizari imala je 22 017  stanovnika, ali to je općina u kojoj je izuzetno teško ustanoviti broj stanovnika, zbog velikog broja izbjeglica ( osobito Roma ) koji su se tu skrasili nakon posljednjih događaja za vrijeme kosovske krize.
Nacionalni sastav:
- Romi = 13 342 (60,60%)
- Albanci = 6 675 (30,32%)
- Makedonci = 1 438 (6,53%)
- Bošnjaci = 177 (0,80%)
- Srbi = 67 (0,30%)
- Turci = 56 (0,25%)
- Ostali = 262 (1,19%)

## Politika
Općina Šuto Orizari je zbog demografske situacije, jedina općina u Makedoniji gdje je uz makedonski i romski jezik službeni. U općini je najveći problem izuzetno visok postotak nezaposlenih ( po popisu iz 1994. samo 1 549 ljudi je imalo stalan posao ). Situacija ni danas nije bolja zbog velikog broja izbjeglica koji su došli živjeti u općinu Šuto Orizari nakon Kosovske krize, posljednjih godina. U općini je i izuzetno veliki broj nepismenih ( 3 956 po popisu iz 1994. ). Šuto Orizari je izuzetno siromašna općina, u kojoj većina obitelji živi na rubu egzistencije, zbog toga je izuzetno raširen rad na crno, šverc, kriminal, droga i ostale ovisnosti.
Gradonačelnik općine je Rom Elvis Bajram.

## Vanjske poveznice
- Službene stranice Općine Šuto Orizari  Arhivirana inačica izvorne stranice od 20. svibnja 2013. (Wayback Machine)
- Općina Šuto Orizari na stranicama makedonske vlade  Arhivirana inačica izvorne stranice od 8. rujna 2006. (Wayback Machine)
- Općina Šuto Orizari na Macedoniainfo  Arhivirana inačica izvorne stranice od 4. ožujka 2021. (Wayback Machine)
- Stranica o Šutki na romskim novostima  Arhivirana inačica izvorne stranice od 8. listopada 2007. (Wayback Machine)
- Fotografije i pjesme iz Šutke
- AMBRELA romski centar za edukaciju i integraciju iz općine Šuto Orizari
- Izvještaj iz Šutke - mladi o svom naselju
- Šuto Orizari na Wikitravelu